# Kate Barry

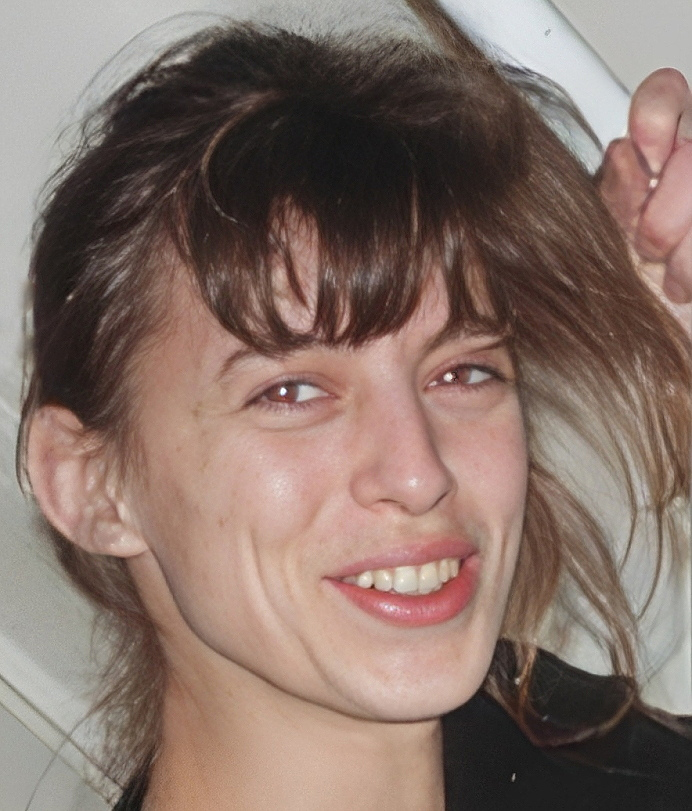
Kate Barry (1992)

Kate Barry (* 8. April 1967 in London; † 11. Dezember 2013 in Paris, Frankreich) war eine britische Fotografin.

## Leben und Werk
Kate Barry war die Tochter der Schauspielerin und Sängerin Jane Birkin und des Komponisten John Barry. Sie war die älteste der drei Birkin-Töchter, Halbschwester von Charlotte Gainsbourg und Lou Doillon. Ihre Großmutter mütterlicherseits war die Schauspielerin Judy Campbell. Nachdem sich ihre Eltern 1967 getrennt hatten, wuchs sie unter der Fürsorge ihrer Mutter und deren Lebensgefährten Serge Gainsbourg auf, bis sich diese im September 1980 voneinander trennten.
Zunächst strebte sie den Beruf der Modeschöpferin an und begann ein Studium an der École de la chambre syndicale de la couture parisienne. Sie erkrankte jedoch an Alkohol- und Drogensucht. Nach der Geburt ihres Sohnes Roman im Jahr 1987 befreite sie sich in einer Londoner Spezialklinik von ihrer Abhängigkeit. Dem Vorbild der Anonymen Alkoholiker folgend gründete sie 1993 die Organisation Apte (Aide et prévention des toxico-dépendances par l’entraide).
Im Alter von 28 Jahren wandte sie sich der Fotografie zu. Sie porträtierte zahlreiche Schauspieler, darunter ihre Schwester Charlotte, Elsa Zylberstein, Audrey Tautou und Catherine Deneuve. Für Modezeitschriften und Zeitungen, beispielsweise Vogue, Elle, Paris Match, Le Figaro Madame, schuf sie Porträts und Modefotografien. Sie fotografierte auch für Werbekampagnen. Aufnahmen von ihr zieren die Titelseiten der CDs von Calogero und Carla Bruni.
Sie fotografierte auch außerhalb der Modewelt, porträtierte beispielsweise Landschaften und die Gesichter der Arbeitenden auf dem Markt von Rungis.
Kate Barry nahm nie die französische Staatsbürgerschaft an. Gemeinsam mit Jean Rolin schrieb sie ein autobiografisches Buch über die Stadt Dinard: Dinard. Essai d’autobiographie immobilière.
Im September 2013 eröffnete die Galerie Cinéma in Paris mit der Ausstellung Point of View, die viele Facetten der Arbeit von Kate Barry zeigte.

## Tod

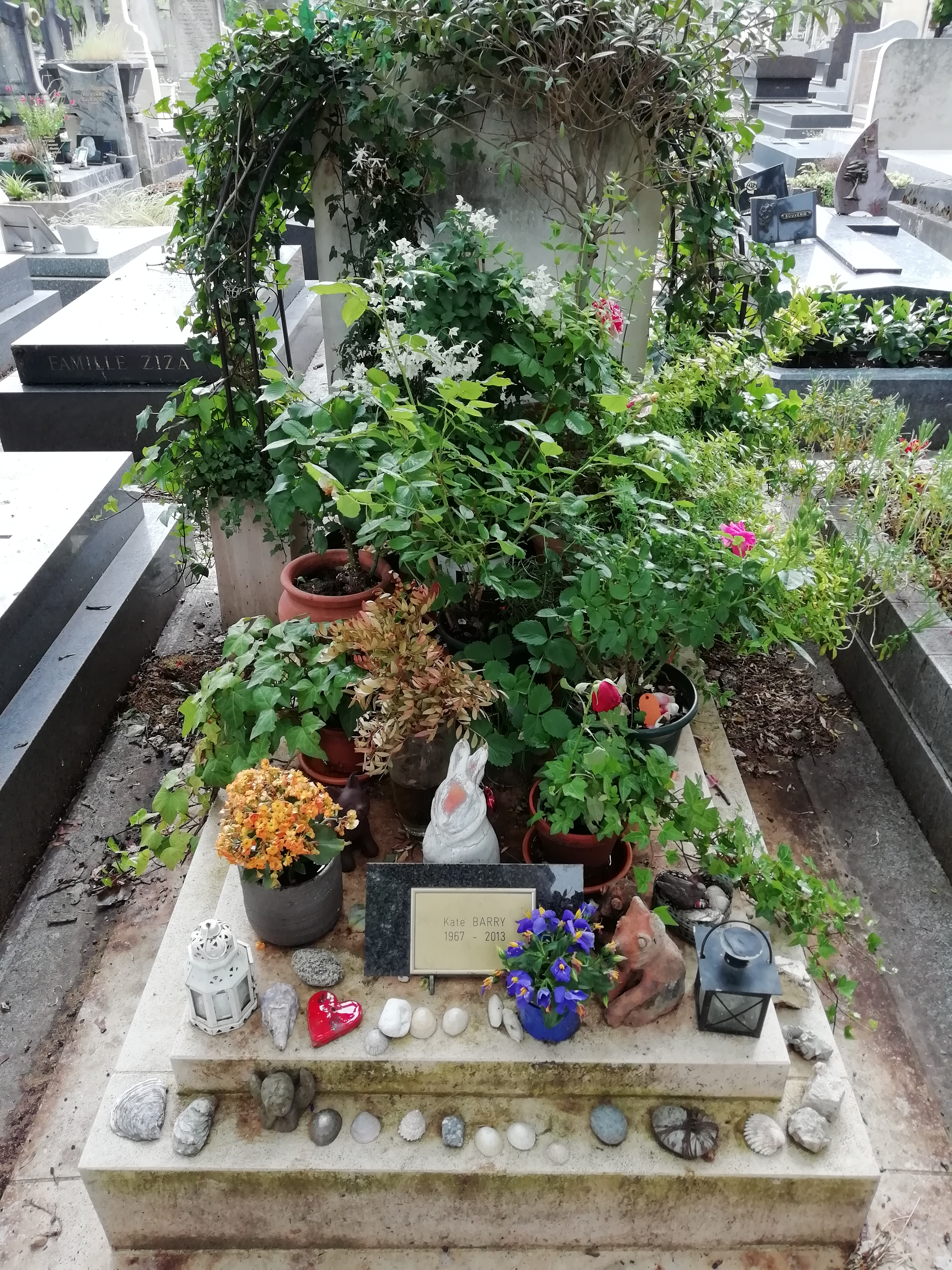
Das Grab von Kate Barry und Jane Birkin in der Division 12 auf dem Cimetière du Montparnasse in Paris

Barry stürzte oder sprang am Abend des 11. Dezember 2013 aus ihrem Appartement im vierten Stock und starb.
Die Galeristin Anne-Dominique Toussaint schrieb in ihrem Nachruf:

« C’était une personne très attentive aux autres. Et une artiste qui cachait une grande force sous une apparente fragilité. »

„Sie war eine Person, die anderen große Achtsamkeit schenkte. Und eine Künstlerin, die unter offensichtlicher Zerbrechlichkeit große Kraft verbarg.“

Die französische Kulturministerin Aurélie Filippetti schrieb in ihrem Nachruf:

« … son sens très pictoral des matières textiles, de la mise en scène, de la lumière et de la composition. »

„… ihren sehr bildhaften Sinn für textile Materialien, Inszenierung, Licht und Komposition.“

## Veröffentlichung
- Jean Rolin, Kate Barry: Dinard. Essai d’autobiographie immobilière. Verlag La Table Ronde, Paris 2012, ISBN 978-2-7103-6853-3.

## Ausstellung
- 2013: Point of View, Galerie Cinéma, Paris[11]